# Сен-Жан-дю-Кастийоне
Сен-Жан-дю-Кастийоне́ (фр. Saint-Jean-du-Castillonnais) — коммуна во Франции, находится в регионе Окситания. Департамент коммуны — Арьеж. Входит в состав кантона Кастийон-ан-Кузеран. Округ коммуны — Сен-Жирон.
Код INSEE коммуны — 09263.

## Население
Население коммуны на 2008 год составляло 26 человек.
| 1962 | 1968 | 1975 | 1982 | 1990 | 1999 | 2008 |
| ---- | ---- | ---- | ---- | ---- | ---- | ---- |
| 36   | 31   | 46   | 33   | 20   | 22   | 26   |

## Экономика
В 2007 году среди 16 человек в трудоспособном возрасте (15—64 лет) 10 были экономически активными, 6 — неактивными (показатель активности — 62,5 %, в 1999 году было 77,8 %). Из 10 активных работали 9 человек (4 мужчины и 5 женщин), безработным был 1 (1 мужчина и 0 женщин). Среди 6 неактивных 0 человек были учащимися или студентами, 4 — пенсионерами, 2 были неактивными по другим причинам.